# (3431) Nakano
Pour les articles homonymes, voir Nakano (homonymie).
(3431) Nakano est un astéroïde de la ceinture principale.

## Description
(3431) Nakano est un astéroïde de la ceinture principale. Il fut découvert le 24 août 1984 à Geisei par Tsutomu Seki. Il présente une orbite caractérisée par un demi-grand axe de 3,09 UA, une excentricité de 0,05 et une inclinaison de 12,3° par rapport à l'écliptique.

## Compléments